# Bondarenko (cráter)
Bondarenko es un cráter de impacto situado en la cara oculta de la luna, al noreste del gran cráter Tsiolkovskiy de fondo oscuro, y al sur del cráter Chauvenet. Justo al noreste de Bondarenko aparece Patsaev G, un cráter satélite de Patsaev de tamaño comparable, situado hacia el oeste.

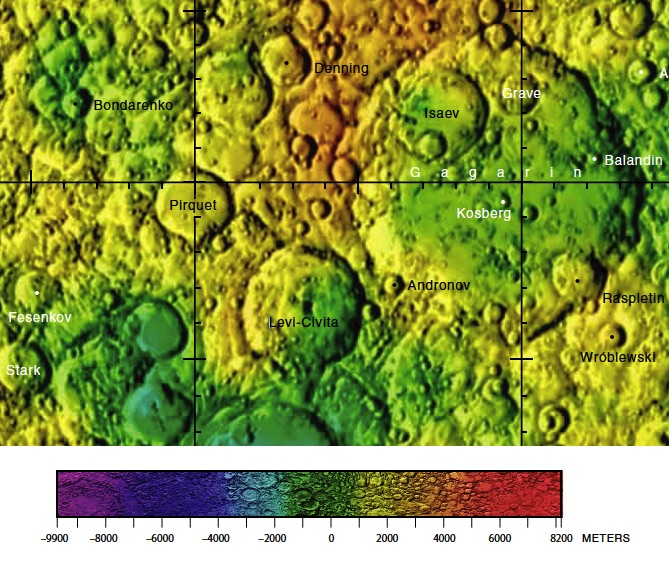
Localización de Bondarenko (cuadrante superior izquierdo de la imagen)

Se trata de una formación de cráteres moderadamente desgastada, con una plataforma ligeramente irregular. Hay algunos pequeños cráteres a lo largo de la pared interior y en el propio interior.
Se llama así por Valentín Bondarenko (1937-1961), uno de los primeros cosmonautas soviéticos, que murió en un accidente durante un entrenamiento con un simulador.